# Tamanrasset (paleorijeka)
Tamanrasset je ogromna palerijeka za koju se vjeruje da je tekla zapadnom Afrikom prije 5000 godina tijekom afričkog vlažnog razdoblja. Smatra se da je sliv rijeke Tamanrasset bio usporediv s današnjim slivom rijeke Ganges-Brahmaputra u Aziji.

## Pritoci
Zapadna strana:
- Oued Saoura
- Oued Namous

Istočna strana:
- Oued Tamanrasset

## Pregled
Smatra se da je Tamanrasset tekao preko Sahare u davnim vremenima iz izvora u južnom gorju Atlasa i gorju Ahaggar u današnjem Alžiru.
Smatra se da se rijeka ulijeva u kanjon Cap Timiris, koji se nalazi na obali Mauritanije ; kanjon se nalazi u vodama dubokim tri kilometra, a mjestimično je širok 2,5 km.
Smatra se da je prisutnost rijeke imala široke implikacije na migraciju ljudi iz središnje Afrike na Bliski istok, Europu i Aziju. Prethodno se vjerovalo da je negostoljubiva pustinja Sahara zapadnu rutu za migraciju u Europu učinila neodrživom.
Istraživači vjeruju da je drevna rijeka postala aktivna tijekom afričkog vlažnog razdoblja, klimatskih oscilacija uzrokovanih precesijom Zemljine rotacije.
Palerijeka je otkrivena pomoću japanskog orbitalnog satelitskog sustava nazvanog Phased Array type L-band Synthetic Aperture Radar (PALSAR). Koristeći mikrovalno detektiranje, PALSAR može vidjeti ispod saharskog pijeska i otkriti još uvijek prisutnu fosilnu vodu.
Tamanrasset je naveden kao moguća lokacija za drevnu saharsku civilizaciju isključivo na temelju usporedbi sa sličnim suvremenim riječnim sustavima i njima povezanim civilizacijama. Postojanje i lokaciju rijeke Tamanrasset znanstvenici su potvrdili tek 2015., iako je ekspedicija koja je tražila naftu 2003. pronašla kanjon Cap Timiris koji je vjerojatno nastao protokom slatke vode pune sedimenta ovog riječnog sustava. Trenutno nema dokaza o bilo kakvoj bivšoj civilizaciji ili poljoprivrednoj zajednici koja datira iz vremena u kojem je rijeka bila prisutna.